# کرنگلباخ
کرنگلباخ (به آلمانی: Krenglbach) یک منطقهٔ مسکونی در اتریش است که در ناحیه ولس لند واقع شده‌است. کرنگلباخ ۱۵ کیلومتر مربع مساحت دارد ۳۱۰ متر بالاتر از سطح دریا واقع شده‌است.